# Ș

Aparició de la coma (fila superior) i la cedilla (fila inferior) a la lletra Times New Roman. Tingueu en compte que la cedilla es col·loca més amunt que la coma.

La Ș (majúscula: Ș, minúscula: ș) és una lletra que forma part de l'alfabet romanès, utilitzada per representar el so /ʃ/, la fricativa postalveolar sorda (com sh a la sabata).

## Història

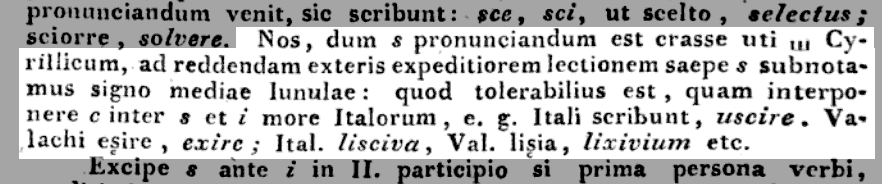
S "mitja lluna" proposada com a lletra al Lèxic Buda.

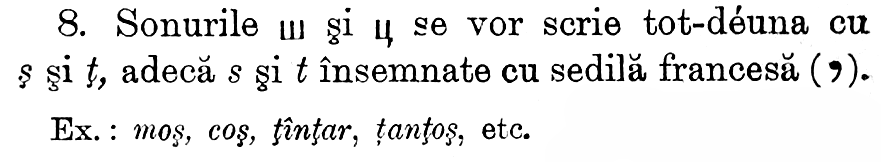
S-cedilla, T-cedilla i una cedilla il·lustrada amb una coma a Ortografia limbei române publicada per l'Acadèmia Romanesa el 1895.

La lletra va ser proposada al Buda Lexicon, un llibre publicat el 1825, que incloïa dos textos de Petru Maior, Orthographia romana sive latino-valachica una cum clavi i Dialogu pentru începutul linbei române, introduint ș per /ʃ/ i ț per /ts/.

## Suport Unicode
La Ș no era compatible inicialment a les primeres versions d'Unicode, ni tampoc als predecessors com ISO/IEC 8859-2 i Windows-1250. En canvi, per a textos digitals escrits en romanès es va utilitzar Ş (S - cedilla), un caràcter disponible des de l'Unicode 1.1.0 (1993). En alguns contextos, com amb pantalles i impressions de baixa resolució, la distinció visual entre ș i ș és mínima. El 1999, a petició de l'Associació Romanesa de Normalització, la Ș es va introduir a Unicode 3.0. No obstant això, la codificació de la coma S no era compatible amb les versions minoristes de Microsoft Windows XP, però una actualització posterior de la font d'expansió de la Unió Europea va proporcionar la funció. Tot i que l'accessibilitat digital a la Ș ha millorat des d'aleshores, ambdós caràcters es continuen utilitzant de manera intercanviable en diversos contextos com ara la publicació.
La lletra forma part de la gamma llatina B ampliada d'Unicode, sota "Addicions per al romanès", titulada "Lletra llatina S majúscula amb coma a sota" (U+0218) i "Lletra llatina s minúscula amb coma a sota" (U+0219). En HTML, aquests es poden codificar per & #x0218; i & #x0219;, respectivament.

## Ús de la coma amb la lletraS
- Romanès
  - La lletra romanesa Ș/ș (S amb coma) representa la veu postalveolar fricativa /ʃ/ (com en "ow sh"). En sistemes obsolets que no admeten el glif, el símbol Ş/ş (S amb cedilla) s'utilitza. Exemple de paraula: Timișoara.